# Бяла роса
„Бяли роси“ (рус. Белые росы) е съветски цветен игрален филм, заснет в студио Беларусфилм през 1983 г. от режисьора Игор Добролюбов и пуснат на екран през 1984 г. Филмът в трагикомична форма показва офанзивата на урбанизацията върху традиционния начин на живот на беларуското село, където живеят главните герои. Той събра 36,1 милиона зрители в боксофиса, превръщайки се в най-касовия филм в историята на беларуското кино (този рекорд беше счупен само 6 години по-късно с излизането на филма „Казвам се Арлекино“). Списанието на Съветския екран го призна за най-добрата комедия на годината.

## Сюжет
Федос Ходас е ветеран от труда и трите войни, уважаван човек в село Бяли Роси. Той отдавна е вдовец и има трима възрастни сина. По-големият е прекалено благоразумен, по-малкият е твърде весел, средният отиде в далечни страни, а как е сега - бащата не знае...

## Създатели
- Сценарий: Алексей Дударев
- Режисьор: Игор Добролюбов
- Оператор: Григорий Масалски
- Композитор: Ян Франкел

## В ролите
- Всеволод Санаев - Федор (Федос) Филимонович Ходас
- Николай Караченцов като Васка Ходас, най-малкият син
- Михаил Кокшенов като Саша Ходас, среден син
- Генадий Гарбук - Андрей Ходас, най-големият син
- Борис Новиков като Тимофей, приятел и съсед на Федос
- Галина Полских в ролята на Маруся, съпругата на Васка
- Наталия Хорохорина - Верка, пощальон, съученичка и булка (в края на филма - съпруга) Саша
- Станислав Садалски - Мишка Кисел
- Стефания Станюта - баба Мария ("Киселиха"), майка на Мишка Кисел
- Ирина Егорова - Ирина ("Кобра"), съпругата на Андрей
- Александър Беспалий като Мишка, приятел на Саша
- Юрий Кухаренок - Скворцов, полицай
- Юлия Космачева като Галюня, дъщерята на Васка

## Паметник
През май 2018 г. на мястото на заснемане на филма в Гродно, на територията на бившето село Девятовка, бяха монтирани дървени скулптури на героите на филма - копия на Федос Ходас, неговия съсед Тимофей и куче на име Валет

## Продължение
През 2014 г. излезе продължение Бяли Роси. Връщане.